# Ромилии
Роми́лии (лат. Romilii) — древний патрицианский римский род. Первое упоминание о представителе рода относится к эпохе ранней республики, само же появление рода можно отнести к эпохе римских царей. Дальнейшие упоминания о представителях рода отсутствуют, из чего можно сделать вывод о прекращении рода в первые века республики. Род Ромилиев дал имя одной из римских триб.

## Имя рода
Имя рода Ромилиев и название трибы Ромилия (tribus Romilia) исследователи связывают либо с именем легендарного царя Ромула (лат. Romulus), либо с самим названием города Рима (лат. Roma).

## Родовые имена
Единственный достоверно известный представитель рода носил имя Тит (лат. Titus). Согласно Капитолийским Фастам его отец и дед также носили имя Тит
.

## Родовые земли
Из прозвища известного представителя рода — Ватикан (лат. Vaticanus) можно сделать предположение о проживании представителей рода в районе Ватиканского холма.

## Представители рода
Единственным, достоверно известным, представителем рода является:
- Тит Ромилий Рок Ватикан — консул Римской республики в 455 году до н. э. вместе с Гаем Ветурием Цикурином[4], децемвир для составления законов в 451 году[5] В 455 году до н. э. разбил эквов в битве при Альгиде[6]. В следующем году (454 до н. э.) был обвинён плебейским трибуном Сикцием в преступлениях против народных трибунов (согласно Ливию, его обвиняли в продаже военной добычи и обвинителем был Гай Кальвий Цицерон[6]) и присуждён к штрафу в десять тысяч медных ассов[7]. Тем не менее не потерял своего общественного влияния и через несколько лет был выбран в Первую коллегию децемвиров.

Также в эпоху ранней Империи известен:
- Ромилий Марцелл — центурион XXII легиона. В январе 69 года при переходе его легиона на сторону Вителлия остался верен Гальбе, за что был арестован и затем казнен Вителлием[8], но его принадлежность к роду именно исконных Ромилиев остается под вопросом, возможно, он был потомком рабов, принадлежавших патрицианским Ромилиям и после освобождения взявших имя в честь своих бывших хозяев.

Высказывалось мнение, что к этому роду принадлежал Дентер Ромулий — первый Custos Urbis.